# Griselda (Alessandro Scarlatti)
Griselda è un'opera seria in tre atti di Alessandro Scarlatti, l'ultima delle opere di Scarlatti giunta fino a noi. Il libretto è di Apostolo Zeno, con revisioni di un autore anonimo. Zeno aveva scritto questo lavoro nel 1701 ed esso era già stato musicato da Antonio Pollarolo e Antonio Maria Bononcini (e più tardi lo sarebbe stato anche da Tommaso Albinoni, Giovanni Bononcini e Antonio Vivaldi). È tratto dall'episodio di Griselda dal Decameron di Boccaccio. L'opera di Scarlatti fu rappresentata per la prima volta al Teatro Capranica di Roma nel gennaio del 1721 con un cast interamente maschile (cinque castrati e un tenore).

## Interpreti della première
| Personaggio | Tipologia vocale          | Interprete Direttore: Nicola Fabio |
| ----------- | ------------------------- | ---------------------------------- |
| Gualtiero   | contralto castrato        | Antonio Bernacchi                  |
| Griselda    | soprano castrato travesti | Giacinto Fontana "Farfallino"      |
| Costanza    | soprano castrato travesti | Giovanni Carestini                 |
| Ottone      | contralto castrato        | Andrea Pacini                      |
| Corrado     | tenore                    | Matteo Luchini                     |
| Roberto     | soprano castrato          | Bartolomeo Bartoli                 |
| Everardo    | muto                      |                                    |

## Trama

### Atto I
Il re di Sicilia Gualtiero ha preso in moglie Griselda, umile pastorella di grande bellezza e virtù; la loro unione è però sempre stata osteggiata dai cortigiani, che non gradiscono avere una contadinotta per regina. Lo stesso Gualtiero ha spesso messo alla prova la fedeltà di Griselda, togliendole ad esempio la loro figlia primogenita e raccontandole di averla uccisa in nome della ragion di Stato; la donna non è però mai venuta meno ai suoi doveri e all'amore per suo marito. Dopo la nascita dell'erede maschio Everardo, i nobili siciliani scatenano una ribellione; Gualtiero decide allora di sottoporre sua moglie a un'ultima prova: dapprima la ripudia, rimandandola nei boschi da cui proviene; in seguito le annuncia di volersi risposare con Costanza, una bellissima trovatella cresciuta alla corte del principe di Puglia Corrado. Griselda, pur struggendosi di dolore, dà prova di grande fedeltà arrivando persino a decantare la bellezza della sua rivale; nel frattempo il nobiluomo Ottone, da sempre innamorato di lei, approfitta della situazione per insidiarla, ma lei non cede alla sua corte.
A Palermo arrivano intanto Costanza, Corrado e il fratello di lui Roberto; questi è da sempre innamorato di Costanza, ricambiato, ma decide di rinunciare al suo amore poiché non vuole mettere a repentaglio l'alleanza tra Puglia e Sicilia; questo causa il gran dolore di Costanza, che decide a sua volta di rinunciare al suo amato e offrirsi in sposa a Gualtiero.

### Atto II
Mentre Costanza viene accolta a corte con tutti gli onori, Griselda si adatta a vivere insieme a Everardo nella decrepita capanna in cui aveva abitato prima del matrimonio. Giunge Ottone, venuto a portare via il bambino; Griselda tenta di opporsi, ma quando Ottone le mente dicendo che si tratta di un ordine di Gualtiero si arrende al volere del suo amato, pur consapevole che suo figlio potrebbe essere ucciso come la primogenita; non cede nemmeno quando il nobiluomo le propone di salvare il ragazzo dandosi in sposa a lui, e lo scaccia malamente.
Durante una battuta di caccia, Costanza giunge alla capanna di Griselda: le due donne provano subito un grande affetto reciproco e riconoscono nell'altra la madre e la figlia che hanno perduto, pur non osando confessarlo. Quando Gualtiero giunge in cerca di Costanza, sottopone Griselda a un'ennesima umiliazione: ella diventerà serva della sua nuova moglie. Griselda, mossa sia dall'amore per lui che dall'affetto per Costanza, acconsente senza alcuna opposizione.

### Atto III
Dopo un tentativo da parte di Ottone di rapire Griselda, si scopre che il nobiluomo aveva rapito Everardo di sua volontà, e non per ordine di Gualtiero: sottoposto a processo, egli confessa di averlo fatto per amore di Griselda, sottolineando che la donna è stata irremovibile. Gualtiero, commosso dal gesto della donna, lo perdona. Più tardi Roberto e Costanza hanno uno struggente incontro in cui dapprima si rinfacciano la reciproca infedeltà, e poi finiscono per scambiarsi tenerezze; a quel punto vengono scoperti da Griselda, che rimane sdegnata della loro infedeltà nei confronti di Gualtiero. Questi, sempre più convinto della virtù di Griselda, la sottopone a un'ultima prova: le annuncia che non sarà più pastorella né serva, ma potrà vivere da nobildonna se accetterà di sposare Ottone. A quell'ultima umiliazione Griselda chiede di essere messa a morte, piuttosto che sposare un uomo diverso da quello che ama.
A quel punto Gualtiero richiama a sé i membri della corte, mostrando loro come Griselda, pur essendo di umili natali, abbia dimostrato l'onestà e la virtù di una vera regina: questo metterà finalmente a tacere tutti i malcontenti. Griselda torna a corte come sposa di Gualtiero, il quale le rivela che Costanza è in realtà la loro primogenita, da lui segretamente affidata a Corrado; inoltre questa potrà sposare Roberto, mentre Everardo sarà riconosciuto legittimo erede al trono.

## Struttura musicale
- Sinfonia

### Atto 1
- 1 Coro Or sei grande, ed or sei Re
- 2 Aria In voler ciò che tu brami (Griselda)
- 3 Aria Non sospira l'amor d'un regnante (Gualtiero)
- 4 Aria Nell'aspro mio dolor (Griselda)
- 5 Aria Chi regina mi disprezza (Ottone)
- Sinfonia da sbarco
- 6 Aria Come presto nel porto crudel (Roberto)
- 7 Aria Non eclissate le vostre stelle (Corrado)
- 8 Aria Bel labbro, ancor non sai (Costanza)
- 9 Aria Vago sei, volto amoroso (Gualtiero)
- 10 Aria Godi, bell'alma, godi (Costanza)
- 11 Aria Non vi vorrei conoscere (Roberto)
- 12 Aria Che bella tirannia (Gualtiero)
- 13 Aria Dì che sogno, o che deliro (Griselda)
- 14 Aria Quella tiranna che il cor m'impiaga (Ottone)
- 15 Aria Non lasciar d'amar (Corrado)
- 16 Aria Voi sospirate, bellezze amate (Costanza)
- 17 Aria Amanti, che piangete (Roberto)

### Atto 2
- 18 Aria Mi rivedi, o selva ombrosa (Griselda)
- 19 Aria Colomba innamorata (Ottone)
- 20 Aria Agitata da fiera procella (Corrado)
- 21 Aria Figlio? Tiranno? (Griselda)
- 22 Aria Bellezze spietate (Ottone)
- 23 Aria Ti voglio contentar (Costanza)
- 24 Aria Tu non intendi che pena sia (Roberto)
- 25 Aria Luce mia bella (Gualtiero)
- 26 Aria Se d'altri ti desio (Roberto)
- 27 Aria Credi, Amor, che indegno sei (Costanza)
- 28 Aria Finirà, barbara sorte (Griselda)
- Sinfonia da caccia
- 29 Aria Sentite, sentite, selvette romite (Costanza)
- 30 Aria Pace, pupille vaghe (Roberto)
- 31 Duetto No, non sei quella (Costanza, Griselda)
- 32 Aria Vorresti col tuo pianto (Gualtiero)
- 33 Terzetto Ti voglio sempre odiar (Gualtiero, Costanza, Griselda)

### Atto 3
- 34 Aria V'intendo, bei labbri (Ottone)
- 35 Aria Prenditi il mio (Griselda)
- 36 Aria Occhi belli, astri d'amore (Roberto)
- 37 Aria Un affetto che ancor non intendo (Costanza)
- 38 Aria Mi dimostra il tuo bel dono (Ottone)
- 39 Aria Se il mio dolor t'offende (Griselda)
- 40 Aria Ho in seno due fiammelle (Gualtiero)
- 41 Aria Come va l'ape di fiore in fiore (Roberto)
- 42 Aria Prendi, se n'hai desio (Corrado)
- 43 Duetto Bella mano, io non credea (Roberto, Costanza)
- 44 Aria Se amori ascolterò (Griselda)
- 45 Aria Non partir da chi t'adora (Gualtiero)
- 46 Aria Non so che sia, anima mia (Roberto)
- 47 Aria Se vaga, se bella (Costanza)
- 48 Coro Coronatevi di fiori

## Discografia
| Anno | Cast (Griselda, Gualtiero, Costanza, Ottone, Corrado, Roberto)                                             | Direttore     | Etichetta      |
| ---- | --- | ------------- | -------------- |
| 1960 | Mirella Freni, Pierre Mollet, Eugenia Ratti, Heinz Rehfuss, Peter Witsch, Ernst Häfliger                   | Bruno Maderna | Arkadia        |
| 1970 | Mirella Freni, Sesto Bruscantini, Carmen Lavani, Rolando Panerai, Veriano Luchetti, Luigi Alva             | Nino Sanzogno | Opera D'Oro    |
| 2003 | Dorotea Röschmann, Lawrence Zazzo, Veronica Cangemi, Silvia Tro Santafé, Kobie van Rensburg, Bernarda Fink | René Jacobs   | Harmonia Mundi |
| 2021 | Carmela Remigio, Raffaele Pe, Mariam Battistelli, Francesca Ascioti, Krystian Adam, Miriam Albano          | George Petrou | Dynamic        |